# Верстольк ван Зелен, Йохан Гийсберт
Йохан Гийсберт Верстольк ван Зелен (нидерл. Johan Gijsbert Verstolk van Soelen; 16 марта 1776, Роттердам, — 3 ноября 1845, Зулен) — министр иностранных дел и государственный министр Нидерландов.
Получил юридическое образование в Геттингене и Киле.
Некоторое время жил в Англии, в 1801 году вернулся в Голландию. Занимал должность первого судьи Роттердама. После присоединения Голландии к Франции Верстольк ван Зелен был назначен префектом департамента Фризе.
После вторжения союзников по Шестой коалиции в Нидерланды Верстольк ван Зелен покинул свой пост. В конце 1815 года он был назначен послом Нидерландов в Санкт-Петербурге, где находился до 1822 года.
1 декабря 1825 года Верстольк ван Зелен был назначен временным министром иностранных дел Нидерландов и 10 марта 1826 года утверждён в этой должности. В 1840 году он вышел в отставку. 14 июня 1841 года российский император Николай I наградил Верстолька ван Зелена орденом св. Александра Невского. 13 сентября 1841 года Верстольк ван Зелен получил должность государственного министра Нидерландов.
Скончался 3 ноября 1845 года в Зулене.